# Liotia fenestrata
Liotia fenestrata är en snäckart som beskrevs av Carpenter 1864. Liotia fenestrata ingår i släktet Liotia och familjen turbinsnäckor. Inga underarter finns listade i Catalogue of Life.